# Maizières, Haute-Marne
Maizières är en kommun i departementet Haute-Marne i regionen Grand Est (tidigare regionen Champagne-Ardenne) i nordöstra Frankrike. Kommunen ligger i kantonen Chevillon som tillhör arrondissementet Saint-Dizier. År 2022 hade Maizières 184 invånare.

## Befolkningsutveckling
Antalet invånare i kommunen Maizières
| Referens: INSEE |